# Carlo Caffarra
Carlo Caffarra (Samboseto di Busseto, 1 de juny de 1938 - Bolonya, 6 de setembre de 2017) fou un cardenal italià, que exercí d'arquebisbe de Bolonya entre 2003 i 2015. Va estudiar al Seminari Episcopal de Fidenza i a la Universitat Pontifícia Gregoriana de Roma, graduant-se amb un doctorat en dret canònic, especialitzant-se en teologia de la moral. Va ser creat cardenal al consistori papal del 24 de març del 2006 pel Papa Benet XVI.

## Biografia
Caffarra va néixer a la localitat italiana de Samboseto di Busseto, a la regió d'Emília-Romanya.
Va ser ordenat prevere el 2 de juliol de 1961 a Roma. Llavors tornà a la seva diòcesi de Fidenza el 1965, on ensenyà teologia moral als seminaris de Fidenza i Parma; i, posteriorment, a l'Estudi Teològic de Bolònia; a la Universitat Catòlica de Milà; i a la Facultat de Teologia del Nord d'Itàlia, especialitzant-se en la doctrina moral del matrimoni i en la qüestió bio-ètica sobre la procreació humana.
Ensenyà ètica mèdica a la Facultat de Medicina i Cirurgia al campus de la Universitat Catòlica de Roma. Va ser membre de la Comissió Teològica Internacional entre 1974 i 1984 i exercí de consultor de la congregació de la doctrina de la Fe. Va presidir l'Institut Pontifici Joan Pau II d'Estudis sobre el Matrimoni i la Família el 1980 i fundà seccions del mateix institut als Estats Units, a Espanya i a Mèxic.
El 8 de setembre de 1995 va ser elegit Arquebisbe de Ferrara-Comacchio, sent consagrat el 21 d'octubre de 1995 a la Catedral de Fidenza per Giacomo Biffi, arquebisbe de Bolònia, assistit per Giovanni Battista Re, Arquebisbe de Vescovio i de Carlo Poggi, bisbe de Fidenza. El 2003 va ser traslladat a la seu metropolitana de Bolonya.
Caffarra és un destacat oponent de la contracepció i ha argumentat que les campanyes de condons exposen la societat encara més a la SIDA perquè «els mitjans de protecció estan lluny de ser confiables» El 1988, en una entrevista al New York Times, afirmà que «fins i tot la feblesa moral més petita és major que qualsevol feblesa física. Sé que és dur per alguns d'acceptar-ho quan els perills són grans, però l'Església està aquí per combatre els mals morals».
Caffarra va ser creat cardenal pel Papa Benet XVI al consistori del 24 de març de 2006, esdevenint cardenal prevere de San Giovanni dei Fiorentini. El 6 de maig del 2006 el Papa el nomenà membre del comitè executiu del Pontifici Consell per a la Família.
En una nota que Caffarra publicà el 14 de febrer de 2010, va escriure que «els funcionaris públics que obertament donen suport al matrimoni entre persones del mateix sexe no poden considerar-se catòliques» Després afegiria que «és impossible per a la fe catòlica donar suport a les unions homosexuals en el mateix pla amb el matrimoni per coexistir en la mateixa consciència: els dos es contradiuen.»
El 26 de maig de 2013 presentà al Papa Francesc la seva renúncia al govern pastoral de l'arquebisbat de Bolònia en complir el límit d'edat. El 14 de juny la Nunciatura Apostòlica li anuncià que «és la voluntat del Sant Pare Francesc que continuí per dos anys més el seu ministeri episcopal a Bolònia».
És un dels cardenals que han celebrat la missa tridentina després de la reforma litúrgica.

## Honors
Gran Creu de l'orde eqüestre del Sant Sepulcre de Jerusalem
 Gran Creu de Justícia de l'orde militar constantinià de Sant Jordi

## Enllaços externks
- Carlo Caffarra a www.catholic-pages
- Recull de discursos del Cardenal Caffarra